# الرصاصة لا تزال في جيبي (رواية)
الرصاصة لا تزال في جيبي هي رواية حربية للكاتب المصري إحسان عبد القدوس صدرت عام 1974، تسلط الرواية الضوء على الكثير من الفساد الذي كان منتشرًا في ذلك الوقت ويصف حال مصر قبل وبعد حرب 1967، فبدأت أحداث الرواية بالنكسة ثم توالت الأحداث حتى الانتصار في النهاية. وتعتبر من أوائل الروايات التي تناولت حرب 1973، كتب إحسان عبد القدوس الرواية على مرحلتين الأولى أثناء حرب الاستنزاف، ونشرت هذه المرحلة تحت عنوان رصاصة واحدة في جيبي، ثم أكملها بعد حرب 1973 وسماها تحت عنوان الرصاصة لاتزال في جيبي. تحولت الرواية إلى فيلم يحمل نفس الاسم من إخراج حسام الدين مصطفى وبطولة نجوى إبراهيم، محمود ياسين وحسين فهمي.